# Koino Yokan
Koino Yokan es un dúo musical argentino originario de la Ciudad de Buenos Aires, formado en octubre de 2018 por Tomás Otero (vocalista y guitarrista) y Jeremías Oro (bajista, guitarrista, tecladista y productor).
Durante los dos primeros años desde su fundación, el grupo se dedicó principalmente a realizar versiones propias de canciones populares, generalmente de rock argentino. En esta primera etapa, consiguieron notoriedad gracias a sus reinterpretaciones de «Casi que me pierdo» de Los Cafres y «Pupilas Lejanas» de Los Pericos. Sin embargo, en 2020 decidieron enfocarse exclusivamente en crear su propia música y, un año después, publicaron su álbum debut Lo que ayer callé. Uno de los sencillos del mismo, «Lo que hoy quieras», se popularizó gracias a una tendencia viral de TikTok a finales de 2021 y ayudó al grupo a consolidarse como dúo compositor.

## Historia

### Origen
Koino Yokan tiene su origen en Villa Luro, un barrio ubicado en la Ciudad de Buenos Aires. Jeremías Oro se encontraba en una mala situación económica en 2018, razón por la que comenzó a ejercer como tutor de guitarra en su casa. De esta manera conoció a Tomás Otero, un joven que asistió a sus clases durante una semana y al que Oro le propuso formar un dúo luego de escucharlo cantar. Para el nombre de la banda, Jeremías se inspiró en la expresión nipona «Koi No Yokan», que se traduce como «la premonición del amor».

En la primera y única clase a la que asistí con Jeremías tomamos mates y me dio una tarea. Luego, tocamos algo y a los días me contactó para formar un proyecto.
—Tomás Otero.

### Primera etapa (2018-2020)

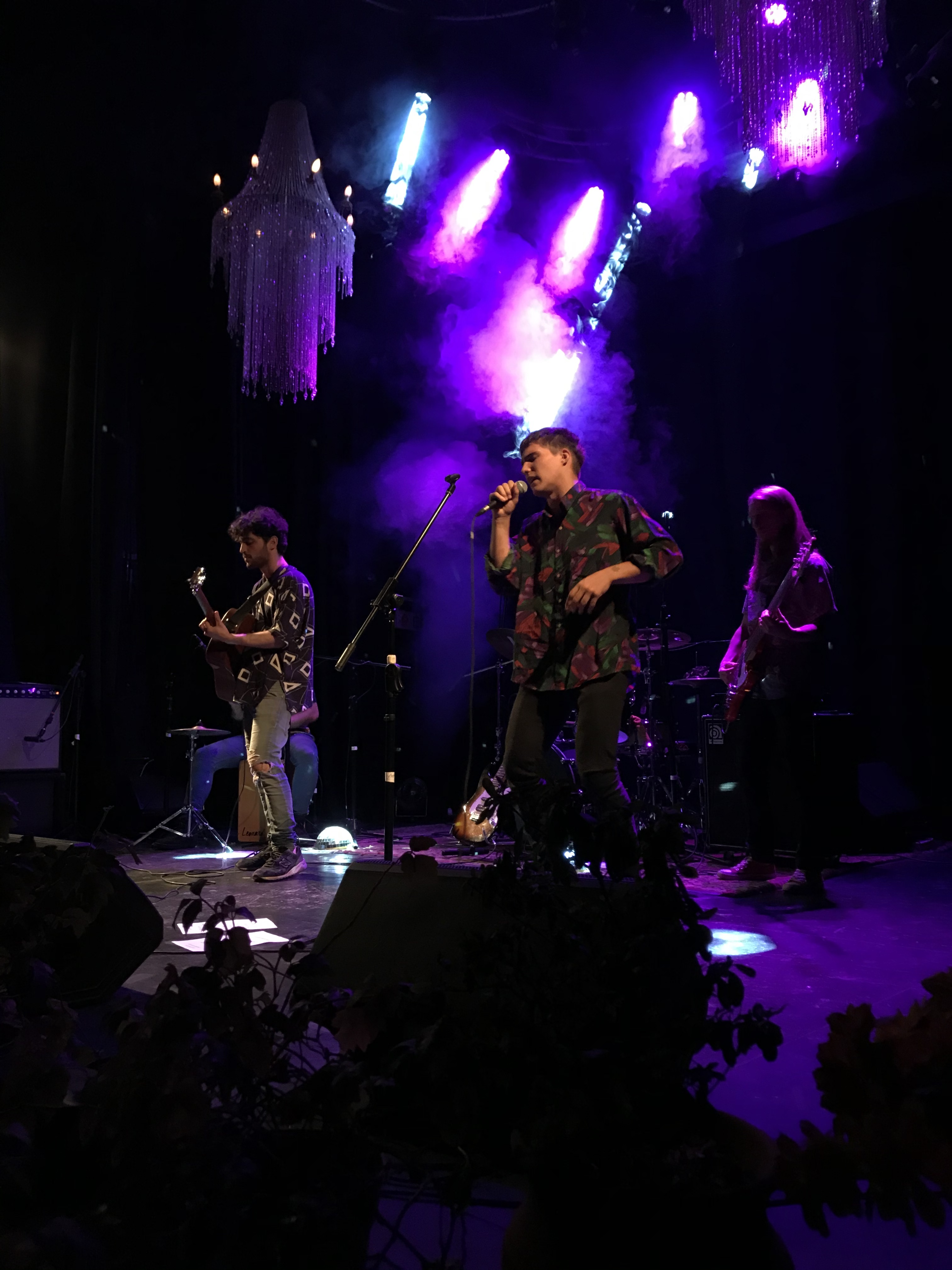
Koino Yokan durante una presentación en Buenos Aires. 6 de diciembre de 2019.

Con el objetivo de conseguir popularidad, el dúo fue planteado en un principio como una banda de versiones. En noviembre de 2018 realizaron su debut con una reinterpretación a «Mil horas» de Los Abuelos de la Nada, y en 2019 versionaron «Loco (Tu forma de ser)» de Los Auténticos Decadentes, «11 y 6» de Fito Páez y «Flaca» de Andrés Calamaro, entre otros. Con una base de seguidores ya formada, el 29 de agosto publicaron su primera canción original, «Viaje», aunque su éxito siguió viniendo principalmente de sus covers. El auge de la primera etapa del dúo llegó en octubre de ese año, cuando publicaron las reinterpretaciones de «Pupilas lejanas» (de Los Pericos) y «Casi que me pierdo» (de Los Cafres), que consiguieron viralidad en YouTube y dieron notoriedad al grupo.
Cuando el dúo se hizo popular en la escena musical independiente de Argentina, decidieron dejar de lado las versiones y priorizaron su música propia. Con este plan, en 2020 publicaron seis canciones: «Cerca de Ti», «La Danza Del Espacio Tiempo», «Laguna Manantial», «Sueño y vuelo», «Algo Para Dar» y «Tira la soga».

### Segunda etapa (2021-presente)
En septiembre de 2021, la banda publicó el álbum Lo que ayer callé y lo presentó en una gira a nivel nacional. A pesar de tener ya una discografía propia, en los conciertos no dejaron de tocar varios covers, aunque estos ya no eran el enfoque principal. La popularización de Koino Yokan como dúo compositor se disparó en diciembre de ese año, cuando la banda empezó a enfocarse en las redes sociales como TikTok. En particular, su canción «Lo que hoy quieras» se volvió muy popular gracias a una tendencia viral, lo que llevó a un aumento significativo de las reproducciones del dúo en plataformas como Spotify.
En septiembre del 2023 Koino Yokan saca un adelanto de lo que sería su nuevo disco, titulando el mismo "El llamado del Sol". Este disco contiene cinco de las 16 canciones que posee el disco final. 
En el mes noviembre del 2023, la banda a publicado un nuevo disco llamado "Desandando Mis Pasos"

## Obra

### Estilo musical
Según los medios musicales, el grupo se enfoca principalmente en el género del rock. Sin embargo, en una entrevista, Jeremías Oro expresó que no sabía cómo definir con exactitud el género musical del dúo. Además, destacó que desde el inicio de su carrera, la banda se ha dedicado a escuchar y emular diferentes estilos musicales que les han inspirado, y que en su discografía «no tiene nada que ver un estilo con otro».

### Influencias
Jeremías Oro ha mencionado a diversos artistas como influencias del dúo, entre ellos se destacan Charly García, Luis Alberto Spinetta, Djavan, Spinetta Jade, Bill Evans, Fito Páez, Boy Pablo, Cuco, Natiruts, Serge Gainsbourg, Donald Fagen y Steely Dan.

## Miembros
- Tomás Otero (2018-presente): También conocido como «Toto», desempeña la función de vocalista en la banda. Koino Yokan significó su primer proyecto musical.
- Jeremías Oro (2018-presente): Bajista, guitarrista, tecladista y productor del dúo. Sus primeros proyectos estuvieron enfocados al jazz y jazz fusión, aunque no obtuvieron reconocimiento.[1]

## Discografía
- Lo que ayer calle (2021)
- El llamado de sol (2023)
- Desandando mis pasos (2023)

## Sencillos
- Viaje (2019)
- Cerca de Ti (2020)
- La danza del espacio tiempo (2020)
- Ni un Minuto Mas (2020)
- Laguna Manantial (2020)
- Sueño y Vuelo (2020)
- Algo para dar (2020)
- Donde Vas a Estar (2020)
- Tira la soga (2020)
- Nada mas Que Vos (2021)
- Persiguiendo el Sol (2021)
- No es cuestion de tiempo (2021)
- Todo el Día Así (2022)
- Lo que hoy quieras (2022)
- Cada Letra Que Escribo (2022)
- Me Diste La Espalda (2022)
- Para Vivir Mejor (2022)
- Aunque Solo Sea Una (2022)
- Al Brillo de Amanecer (2022)
- Lejos de Todo (2022)
- Me siento en Primavera (2023)
- Para Crecer (2023)
- La Trampa (2023)
- Lo Azul De Mi (2023)
- El Llamado al sol (2023)